# Forteresse de Baghras
La forteresse de Baghras ou Bagras est le nom d'une fortersse en Turquie dans les monts Amanus.

## Organisation
La forteresse, connue sous le nom de Gastun (ou Gaston, Guascon, Gastim), offrait une base pour une force chargée de couvrir les portes syriennes, les passes (col de Belen) entre Iskenderun et Antioche. Elle a été bâtie sur deux niveaux autour d'une petite colline, ses fortifications ressemblant aux constructions arméniennes de l'époque. L'eau était fournie par des aqueducs.

## Historique

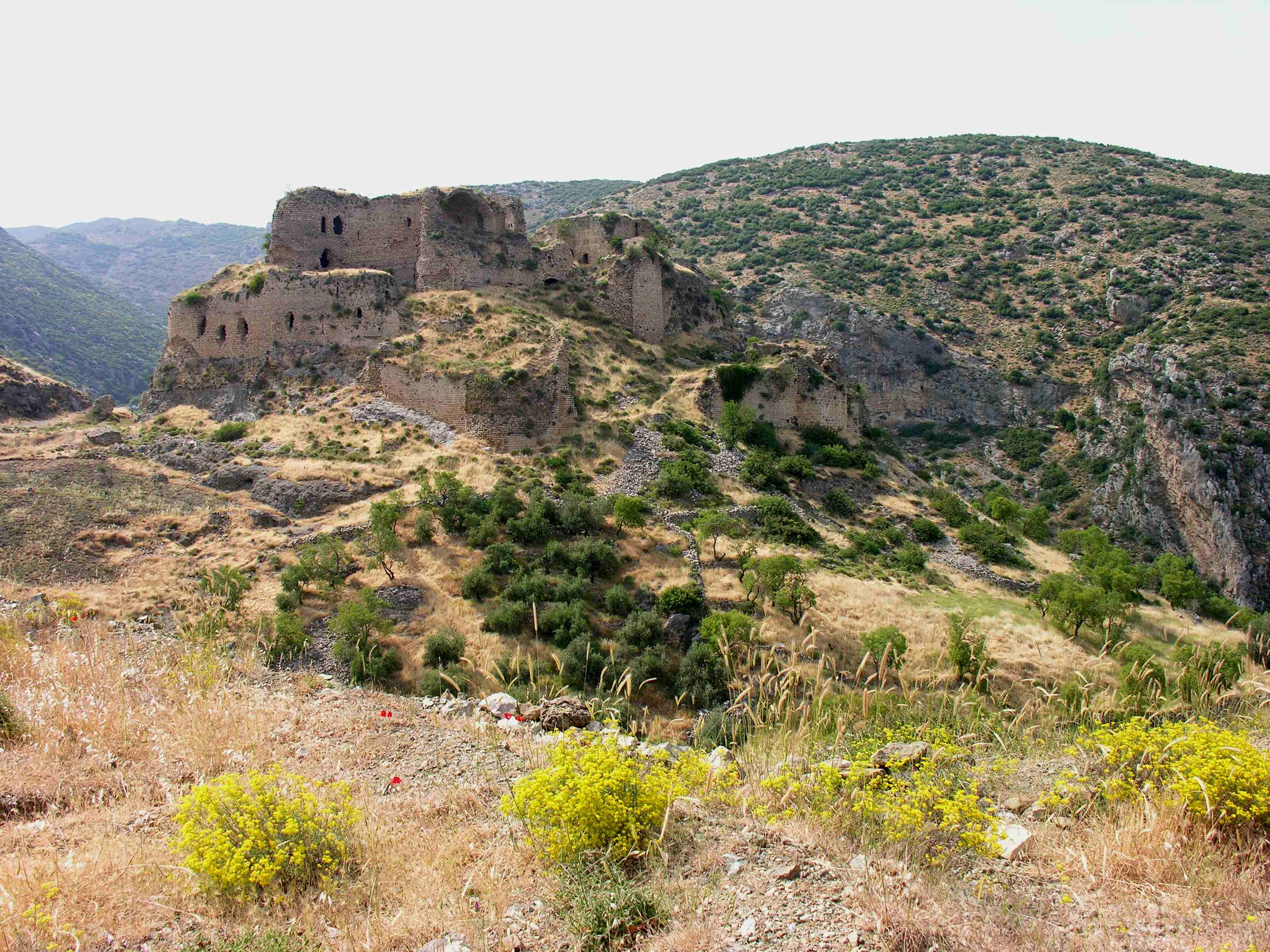
Vue depuis le sud-est

Elle fut construite autour de 1153 par les Templiers et occupée par ces derniers ou par la principauté d'Antioche jusqu'à ce que Baghras fût forcée de capituler devant Saladin le 26 août 1189. La forteresse fut reprise par les troupes du roi Léon II d'Arménie en 1191 lors des prémices de la guerre de succession de la principauté d'Antioche, ce qui créa  un contentieux important avec les templiers, le roi refusant de leur restituer la forteresse.
Après une longue négociation, Baghras revint finalement aux Templiers en 1216. Elle continua de leur servir comme quartiers généraux du nord, et fut le point de départ de l'expédition désastreuse conclue par une défaite à Darbsâk en 1236. Si on se réfère aux chroniques arméniennes, la forteresse résista à un siège des forces d'Alep à la même époque. Après la prise d'Antioche par le sultan Baybars en 1268, la garnison perdit toute motivation, et un des frères déserta pour lui présenter les clés de la forteresse. Les défenseurs qui restaient dans la place décidèrent alors de détruire ce qu'ils pouvaient avant de finalement livrer le château. Malgré la perte de ce dernier, Héthoum II et Léon IV, rois d'Arménie, battirent un raid mamelouk dans ses environs en 1305.